# Clase Ohio
La clase Ohio es un tipo de submarinos, también denominados submarinos Trident, pertenecientes a la Armada de los Estados Unidos. Disponen de propulsión nuclear y de misiles balísticos. Su armamento consiste en 24 misiles balísticos Trident II con un alcance de 12 000 km cada uno. También dispone de cuatro tubos lanzatorpedos de 533 mm en la proa. Estados Unidos tiene 18 submarinos de esta clase: 14 submarinos estratégicos armados con 24 SLBM Trident II; y 4 submarinos de misiles de crucero, armados con 154 misiles de crucero BGM-109 Tomahawk de cabeza convencional.
Los 14 submarinos de la clase Ohio representan cerca del 50% del total del inventario nuclear de Estados Unidos. Debido a los tratados las cabezas nucleares de los submarinos no tienen un blanco preestablecido cuando están en patrulla, pero es capaz de redirigirlos rápidamente ya que cuentan con un canal de comunicación continua con la base. La Clase Ohio es el submarino más grande construido por la Marina de Estados Unidos, y son los submarinos de mayor tamaño después de los submarinos Borei, Delta IV y el Proyecto 941 Akula (Typhoon) de la Marina Rusa.
La clase Ohio fue diseñada principalmente para realizar patrullas de disuasión. Cada submarino tiene 2 tripulaciones, Azul y Oro, cada una sirviendo en intervalos de 100 días. Poseen mucho espacio para víveres, equipo y refacciones para maximizar el tiempo en patrulla, su reactor nuclear puede durar 15 años sin recarga. Es muy silencioso a la velocidad de 20 nudos. Los submarinos de la clase Ohio serán reemplazados gradualmente por los de la nueva clase Columbia a partir de 2031.

## Conversión a SSGN

Perfil de un submarino de la clase Ohio.

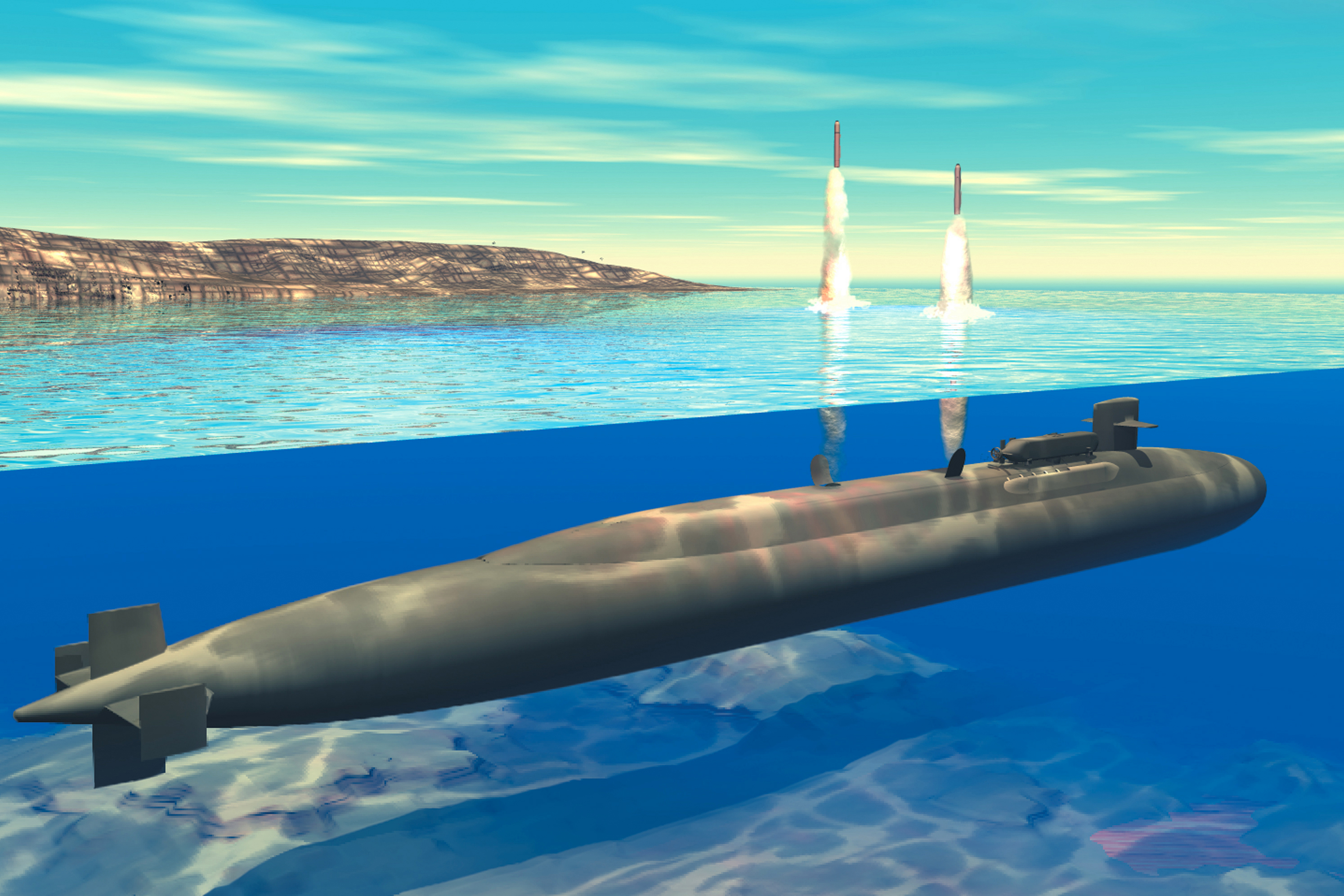
Representación artística de un submarino de la clase Ohio lanzando un misil Tomahawk.

Después de terminada la Guerra Fría se planeaba retirar el USS Ohio y otros 3 de esta clase para el año 2002. Sin embargo se decidió modificar al Ohio, al USS Michigan, USS Florida y USS Georgia para que pudieran transportar misiles guiados, siendo entonces redesignados como submarino de misiles balísticos o SSGN.

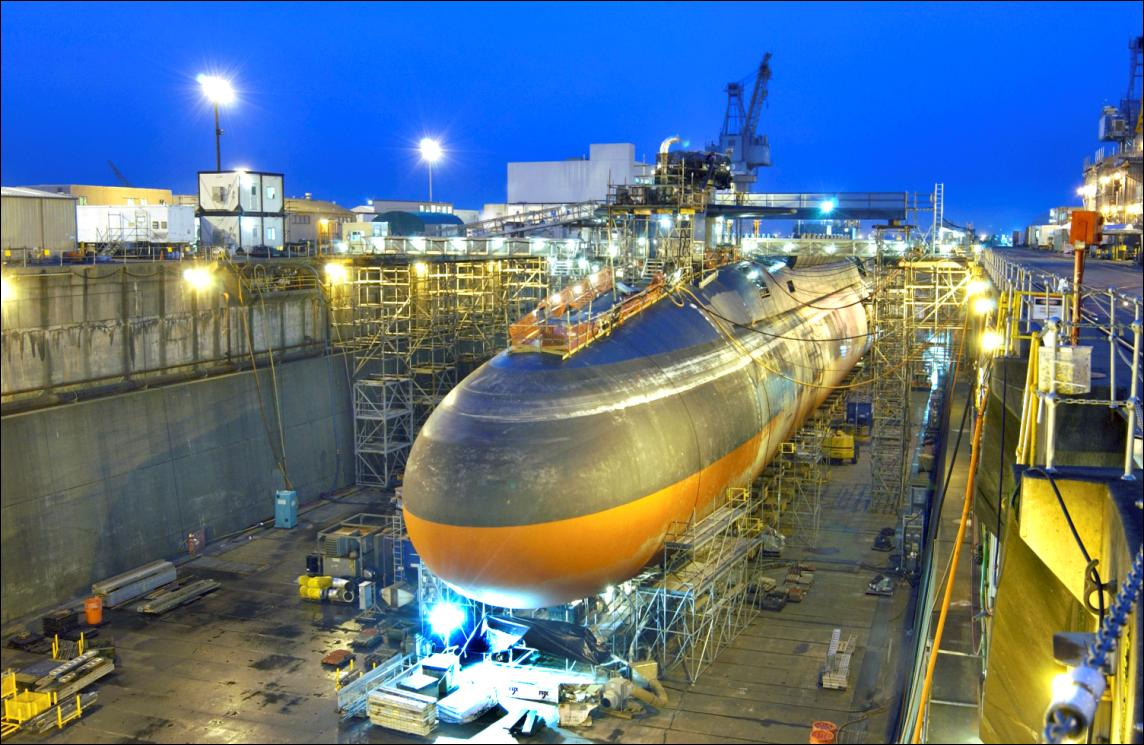
El USS Ohio se convirtió de SSBN a SSGN en marzo de 2004.

El proyecto comenzó en el año 2002 y terminará en el año 2010, 22 de los 24 tubos de 2,2 m de diámetro usados para los misiles Trident fueron modificados para contener grandes sistemas de lanzamiento vertical, una de tales configuraciones puede ser un grupo de siete misiles de crucero Tomahawk. En esta configuración, la cantidad de misiles de crucero que pueden ser transportados es de un máximo de 154 unidades, similar a la cantidad desplegada en un grupo de batalla de superficie. Otras posibles configuraciones incluyen en llevar una nueva generación de misiles de crucero supersónicos e hipersónicos, y misiles balísticos de alcance intermedio de lanzamiento sumergido, vehículos aéreos no tripulados (en inglés: Unmanned Aerial Vehicle, UAV), el misil señuelo ADM-160 MALD, sensores para guerra antisubmarina o de inteligencia, sensores para vigilancia y misiones de reconocimiento, sistemas de guerra contra minas, tales como el Sistema de Reconocimiento de Minas de Largo Plazo AN/BLQ-11 (en inglés: Long Term Mine Reconnaissance System, LMRS), y los contenedores de carga especializada como el Lanzador Flotante Universal Externo (en inglés: Broaching Universal Buoyant Launcher, BUBL) y el Sistema de Cápsula Sigilosa Asequible.

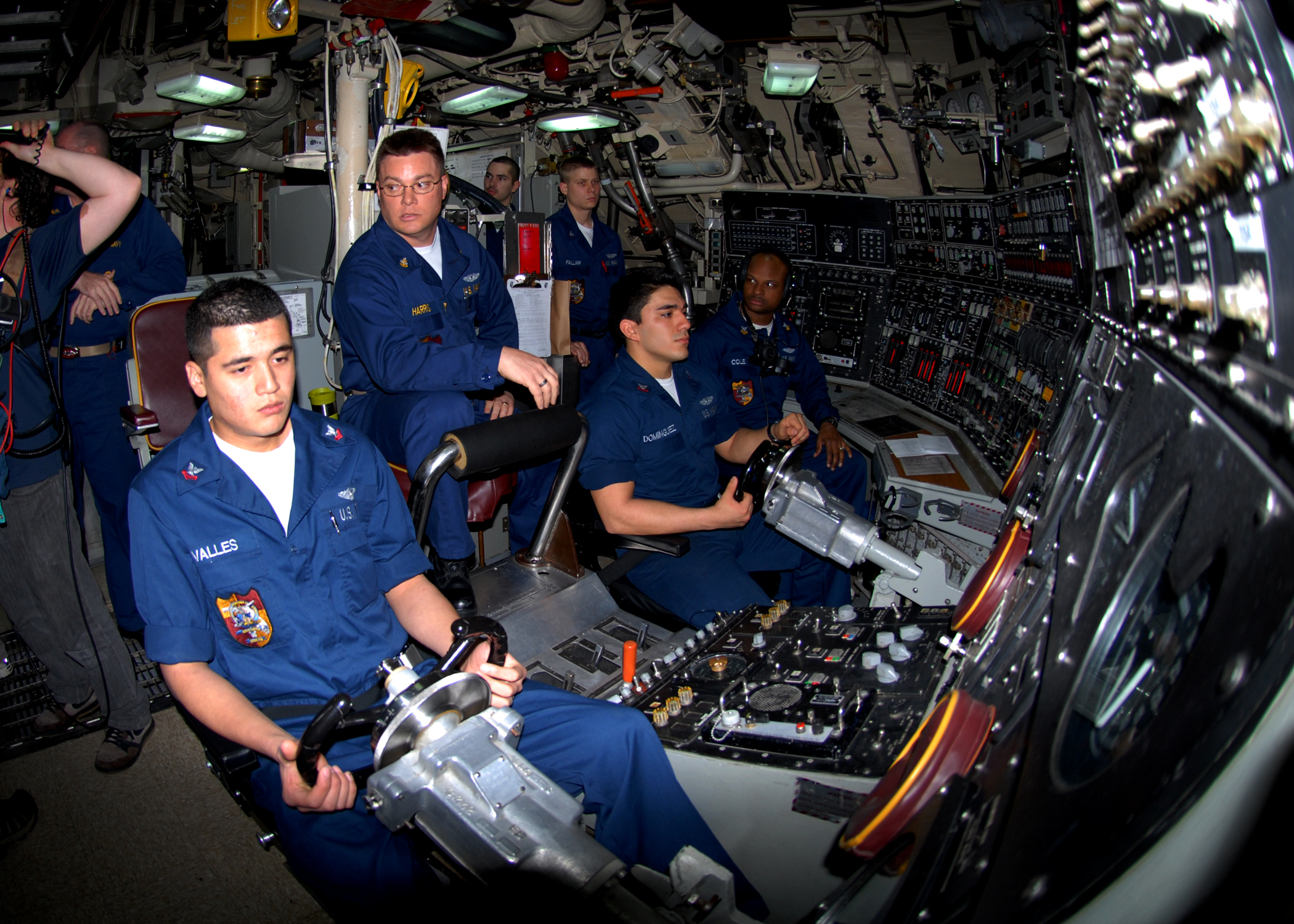
El timón del submarino de misiles guiados de clase Ohio, USS Florida (SSGN-728), en marzo de 2010.

También los tubos lanzamisiles tienen el espacio para almacenar contenedores que pueden aumentar la duración de los despliegues adelantados para las fuerzas especiales. Los otros dos tubos Trident sobrantes fueron convertidos a cámaras estancas para permitir las salidas a superficie para buzos. Para operaciones especiales se pueden montar el Sistema Avanzado de Despliegue de SEAL  o el Refugio de Cubierta Seca sobre la cámara estanca del submarino y la nave podrá llevar hasta 66 marineros de operaciones especiales o infantes de marina, como por ejemplo, equipos de SEALs de la Armada o MARSOC de los Marines. Equipos de comunicación mejorados instalados durante las mejoras le permiten a los SSGN servir como un Centro de Comando Conjunto de Unidades de Combate Pequeñas.
El contrato para actualizar estos barcos fue asignado a GD Electric Boat a un costo de 442,9 millones de dólares. 
El primer submarino en ser convertido con éxito fue el Ohio, el cual abandonó el dique seco el 9 de enero de 2006. Se prevé que estos submarinos estarán en servicio hasta 2023-2026.

## Submarinos
| Nombre                          | Puesta en grada          | Botadura                 | Incorporación            |
| ------------------------------- | ------------------------ | ------------------------ | ------------------------ |
| USS Ohio (SSGN-726)             | 10 de abril de 1976      | 7 de abril de 1979       | 11 de noviembre de 1981  |
| USS Michigan (SSGN-727)         | 4 de abril de 1977       | 26 de abril de 1980      | 11 de septiembre de 1982 |
| USS Florida (SSGN-728)          | 4 de julio de 1976       | 14 de noviembre de 1981  | 18 de junio de 1983      |
| USS Georgia (SSGN-729)          | 7 de abril de 1979       | 6 de noviembre de 1982   | 11 de febrero de 1984    |
| USS Henry M. Jackson (SSBN-730) | 19 de enero de 1981      | 15 de octubre de 1983    | 6 de octubre de 1984     |
| USS Alabama (SSBN-731)          | 14 de octubre de 1980    | 19 de mayo de 1984       | 25 de mayo de 1985       |
| USS Alaska (SSBN-732)           | 9 de marzo de 1983       | 12 de enero de 1985      | 25 de enero de 1986      |
| USS Nevada (SSBN-733)           | 8 de agosto de 1983      | 14 de septiembre de 1985 | 16 de agosto de 1986     |
| USS Tennessee (SSBN-734)        | 9 de junio de 1984       | 13 de diciembre de 1986  | 17 de diciembre de 1988  |
| USS Pennsylvania (SSBN-735)     | 10 de enero de 1984      | 23 de abril de 1988      | 9 de septiembre de 1989  |
| USS West Virginia (SSBN-736)    | 24 de octubre de 1987    | 14 de octubre de 1989    | 20 de octubre de 1990    |
| USS Kentucky (SSBN-737)         | 18 de diciembre de 1987  | 11 de agosto de 1990     | 13 de julio de 1991      |
| USS Maryland (SSBN-738)         | 22 de abril de 1986      | 15 de junio de 1991      | 13 de junio de 1992      |
| USS Nebraska (SSBN-739)         | 6 de julio de 1987       | 15 de agosto de 1992     | 10 de julio de 1993      |
| USS Rhode Island (SSBN-740)     | 15 de septiembre de 1988 | 17 de julio de 1993      | 9 de julio de 1994       |
| USS Maine (SSBN-741)            | 4 de julio de 1990       | 14 de noviembre de 1994  | 18 de junio de 1995      |
| USS Wyoming (SSBN-742)          | 8 de agosto de 1991      | 15 de julio de 1995      | 13 de julio de 1996      |
| USS Louisiana (SSBN-743)        | 23 de octubre de 1992    | 27 de julio de 1996      | 6 de septiembre de 1997  |